# Гимназия „Хилдегардис“ (Кемптен)
Гимназията „Хилдегардис“ (на немски: Hildegardis-Gymnasium Kempten) е една от трите държавни гимназии в град Кемптен, провинция Бавария, Германия. Патрон на училището е родената в Швабия франкска кралица Хилдегард (758 – 783), съпруга на Карл Велики. Основано е през 1874 г. Към учебната 2023/2024 г. в гимназията преподават 89 учители и се обучават 1 180 ученици. Директор на училището е Маркус Венингер.

## История
Училището е основано през 1874 г. като „Общинско висше девическо училище“, по-късно става „Общински девически лицей“. Преименува се на гимназия „Хилдегардис“, а от 1971 г. започва да приема и момчета.